# Platyxanthidae
Platyxanthidae is een familie van krabben, behorende tot de superfamilie der Eriphioidea.

## Systematiek
In deze familie worden volgende genera onderscheiden: 
- Homalaspis A. Milne-Edwards, 1863
- Peloeus Eydoux & Souleyet, 1842
- Platyxanthus A. Milne-Edwards, 1863